# Русско-персидская война (1796)
Русско-персидская война 1796 года — вооружённый конфликт между Российской империей и Персией за контроль над Закавказьем.

## Начало персидского похода
Летом 1795 года войско персидского шаха Аги Мохаммеда Каджара вторглось в Закавказье. На его сторону встали гянджинский и эриванский ханы. 11 (22) сентября шах нанёс царю Картли и Кахети Ираклию II поражение при Крцаниси и вступил в Тбилиси. Столица Восточного Грузинского царства была разграблена, а её жители перебиты или угнаны в рабство. Затем войска шаха разорили остальную территорию Кахети.
Ещё до персидского вторжения, Ираклий II обращался к Российской империи за помощью, ссылаясь на условия Георгиевского трактата 1783 года. В ноябре 1795 года русский наместник на Северном Кавказе Гудович отправил в Восточную Грузию 3-тысячный отряд полковника Сирохнева (батальон Кавказского Гренадерского полка, батальон Кавказского Егерского корпуса, 30 казаков), который прибыл к месту назначения уже 13 (24) декабря.
Императрица Екатерина II планировала подчинить Закавказье Российской империи и посадить на персидский престол Муртазу Кули-хана, бежавшего в Россию брата шаха Аги Мохаммеда. 19 (30) декабря 1795 года на Дербент, находящийся под властью союзника шаха Шейх-Али-хана Кубинского, из Кизляра выступил отряд генерал-майора Савельева (5 батальонов пехоты при 6 орудиях, эскадрон драгун, 400 казаков и 250 калмыков). В феврале 1796 года Савельев осадил Дербент. 18 (29) апреля из Кизляра на Дербент выступил Каспийский корпус генерал-аншефа Зубова (8 батальонов пехоты при 20 орудиях, 2 драгунские бригады и 7 казачьих полков, всего 12,3 тысяч человек и 21 орудие). По пути к нему присоединились войска тарковского шамхала Баммата II, кайтагского уцмия Рустам-хана и табасаранского майсума Рустама II.

## Взятие Дербента
2 (13) мая 1796 года Каспийский корпус соединился с отрядом Савельева и приступил к осаде Дербента. Общее число русских войск под Дербентом, включая кавказских союзников, достигло 35 тысяч человек и 26 орудий. Гарнизон Дербента насчитывал 10 тысяч человек и 28 орудий, обороной города руководил Шейх-Али-хан. Первый штурм Дербента, предпринятый 3 (14) мая, закончился неудачно. Во время второго штурма 8 (19) мая войска Российской империи захватили одну из крепостных башен и начали обстрел города. 10 (21) мая Шейх-Али-хан был вынужден сдаться. Правительницей Дербента была назначена его сестра Пери-Джахан-ханум, известная своей прорусской ориентацией. Потери русских во время осады якобы составили 118 убитых (из них 11 офицеров).

## Продолжение персидского похода
Весной 1796 года Ираклий II и его союзник Ибрагим Халил-хан Карабахский осадили Гянджу. Не выдержав длительной осады, гянджинский хан Джавад-хан признал себя вассалом Ираклия II, обязался выплачивать дань и освободил грузинских пленных. На аналогичных условиях Ираклий II заключил мир с Мухаммед-ханом Эриванским.
23 мая (3 июня) Каспийский корпус начал наступление на Баку. Уже 13 (24) июня бакинский хан Хусейн-Кули-хан прибыл в русский лагерь с ключами от Баку. В тот же день отряд генерал-майора Булгакова (3 пехотных батальона, 3 драгунских эскадрона при 4 орудиях) выступил на Кубу. 15 и 16 (26 и 27) июня русские войска без боя вступили в Баку и Кубу. 23 июня (4 июля) к Баку из Астрахани подошла эскадра контр-адмирала Фёдорова (2 бомбардирских корабля, 3 фрегата, 2 бригантины, 2 транспорта, 3 бота). Каспийский корпус получил подкрепление — 2 пехотных батальона и 166 черноморских казаков.
20 июня (1 июля), во время движения Каспийского корпуса к Шемахе, Шейх-Али-хан бежал в Дагестан. На его сторону стал казикумухский хан Сурхай-хан II. Зубов отправил против них отряд Булгакова. 1 (12) октября у селения Алпан войско Шейх-Али-хана и Сурхай-хана II окружило отряд подполковника Бакунина (500 солдат при 2 орудиях). Высланный Булгаковым Углицкий пехотный полк при 4 орудиях деблокировал отряд Бакунина. Во время боя русские потеряли 244 человека убитыми в том числе подполковника Бакунина. Потери горцев оцениваются до 2000 убитых и раненых.
В это время Каспийский корпус продолжал наступать на юге. Летом 1796 года шемахинский и шекинский ханы признали себя вассалами Российской империи. 21 октября (1 ноября), для соединения с отрядом Сирохнева, Зубов отправил в Гянджу 4-тысячный отряд генерал-майора Римского-Корсакова. 21 ноября (2 декабря) ноября Каспийский корпус достиг района слияния рек Куры и Аракса. Зубов готовился вторгнуться в Персию. 13 (24) декабря отряд генерал-майора Римского-Корсакова занял Гянджу.

## Окончание персидского похода
7 (18) декабря 1796 года по приказу вступившего на российский престол императора Павла I боевые действия в Закавказье были приостановлены. Каспийский корпус был расформирован, часть его войск перевели с Кавказа, а из оставшихся была образована 10-я Кавказская дивизия. К 5 (16) февраля 1797 года русские войска были полностью выведены из Закавказья.